# KBS 뉴스 9 안동
《KBS 뉴스 9 안동》은 평일 밤 9시 30분에 KBS안동 1TV로 방송되었던 한국방송공사의 뉴스 프로그램이다.

## 앵커
- 이현정 아나운서

## 경쟁 지역뉴스 프로그램
- MBC 뉴스데스크 경북 (안동MBC)
- TBC 8 뉴스 (TBC TV)